# Partit Nacionalista (Islàndia)
El Partit Nacionalista (en islandès: Flokkur Þjóðernissinna) va ser un partit polític islandès menor que va adoptar una forma limitada de feixisme abans i durant la Segona Guerra Mundial.

## Història
El partit es va formar el març de 1934 a través d'una fusió entre el Moviment Nacionalista Islandès (un anticomunista i antidemocràtic) i el Partit Nacionalista Islandès (un grup polititzat escindit del primer format el 1933). El Moviment Nacionalista estava vagament vinculat al Partit de la Independència i, quan es va fundar el Partit Nacionalista, molts dels seus seguidors més conservadors es van negar a unir-s'hi. Aquesta partida inicial de la tendència més moderada va fer que el Partit Nacionalista es mostrés més radical i extremista que qualsevol dels seus grups predecessors. El partit pretenia protegir la identitat ètnica dels islandesos i creia en la supremacia de la raça ària i l'antisemitisme. Donaven suport a la reforma agrícola i simpatitzaven amb elcorporativisme, mentre buscaven que el govern invertís en la industrialització. També van intentar abolir l'Alþingi i substituir-lo per un parlament corporatiu. El partit també va rebutjar la dicotomia esquerra-dreta i es va presentar com una alternativa radical per a la política islandesa. En total, van estar més influïts per les idees de Frits Clausen que les d'Adolf Hitler i no hi ha proves que suggereixin cap vincle directe amb l'Alemanya nazi.

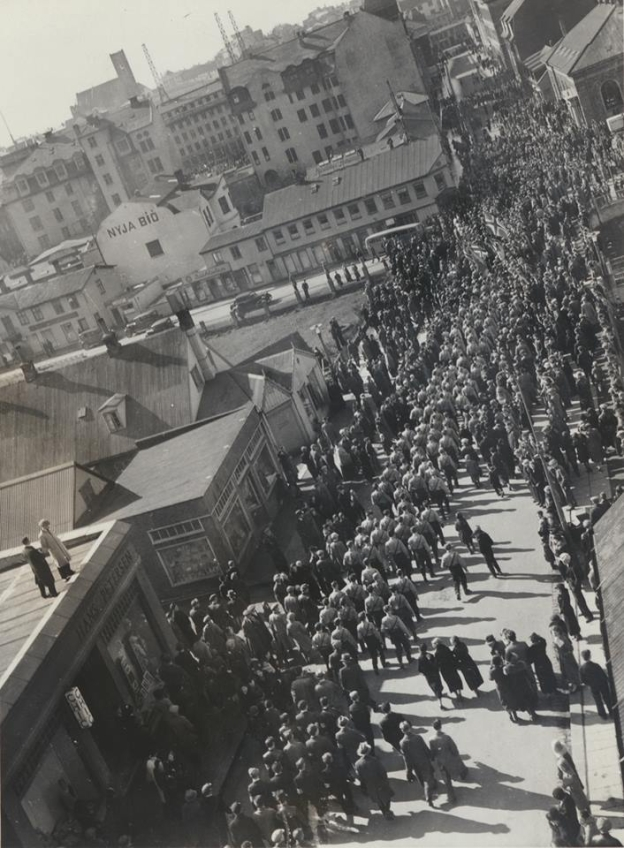
Marxa nacionalista a Reykjavík, ca. dècada de 1930.

Van adoptar alguns elements de la indumentària militarista del feixisme i el partit va organitzar una sèrie d'esquadres en marxa que van desfilar el 1r de maig amb la bandera islandesa i l'esvàstica. Els membres anaven vestits amb camises grises i portaven braçalets decorats amb una esvàstica vermella. El partit va produir un diari Ísland (Islàndia) i un periòdic Mjölnir (el nom del martell de Thor), encara que no van adoptar el führerprinzip associat al nazisme, ja que el moviment va tenir quatre líders diferents en la seva breu vida.
El Partit Nacionalista no va aconseguir representació, excepte al Consell d'Estudiants de la Universitat d'Islàndia, on va ocupar un escó durant quatre anys consecutius. No obstant això, van cridar l'atenció l'any 1936 quan van obtenir una còpia del diari del ministre d'Hisenda i en van publicar detalls a Ísland. Les oficines del partit van ser assaltades per la policia i diversos membres destacats van ser arrestats, tot i que finalment no hi va haver condemnes. En general, però, no van gaudir d'un suport ampli en cap moment de la seva existència, malgrat la gran admiració per l'Alemanya nazi a l'illa. Això es va reflectir en les seves actuacions electorals, amb el partit guanyant el 0,7% dels vots a les eleccions de 1934 i el 0,2% el 1937. El seu millor resultat va ser del 2,8% a les eleccions municipals de 1934 a Reykjavík.
El partit, que mai va tenir més de 450 afiliats, va començar a decaure després de les detencions. El 1938 va ser l'últim any en què van aparèixer els escamots en marxa, mentre que el 1939 Objectius del Partit Nacionalista va ser la seva darrera gran publicació, a part dels números esporàdics d'Ísland. Van organitzar un club de debat a Reykjavík durant l'hivern de 1939–1940, tot i que no va tenir cap impacte i, en general, el partit només es reunia a les cel·les locals a partir d'aleshores. Després de la invasió d'Islàndia el 1940, el grup va ser en gran part suprimit pels aliats ocupants. El partit es va dissoldre formalment el 1944 quan la derrota alemanya semblava inevitable.

## Resultats electorals
| Any  | Vots | %    | Escons | +/– | Pos. | Govern            |
| ---- | ---- | ---- | ------ | --- | ---- | ----------------- |
| 1934 | 363  | 0.70 | 0 / 49 | Nou | 6è   | Extraparlamentari |
| 1937 | 118  | 0.20 | 0 / 49 | =   | = 6è | Extraparlamentari |